# Andrew Clyde

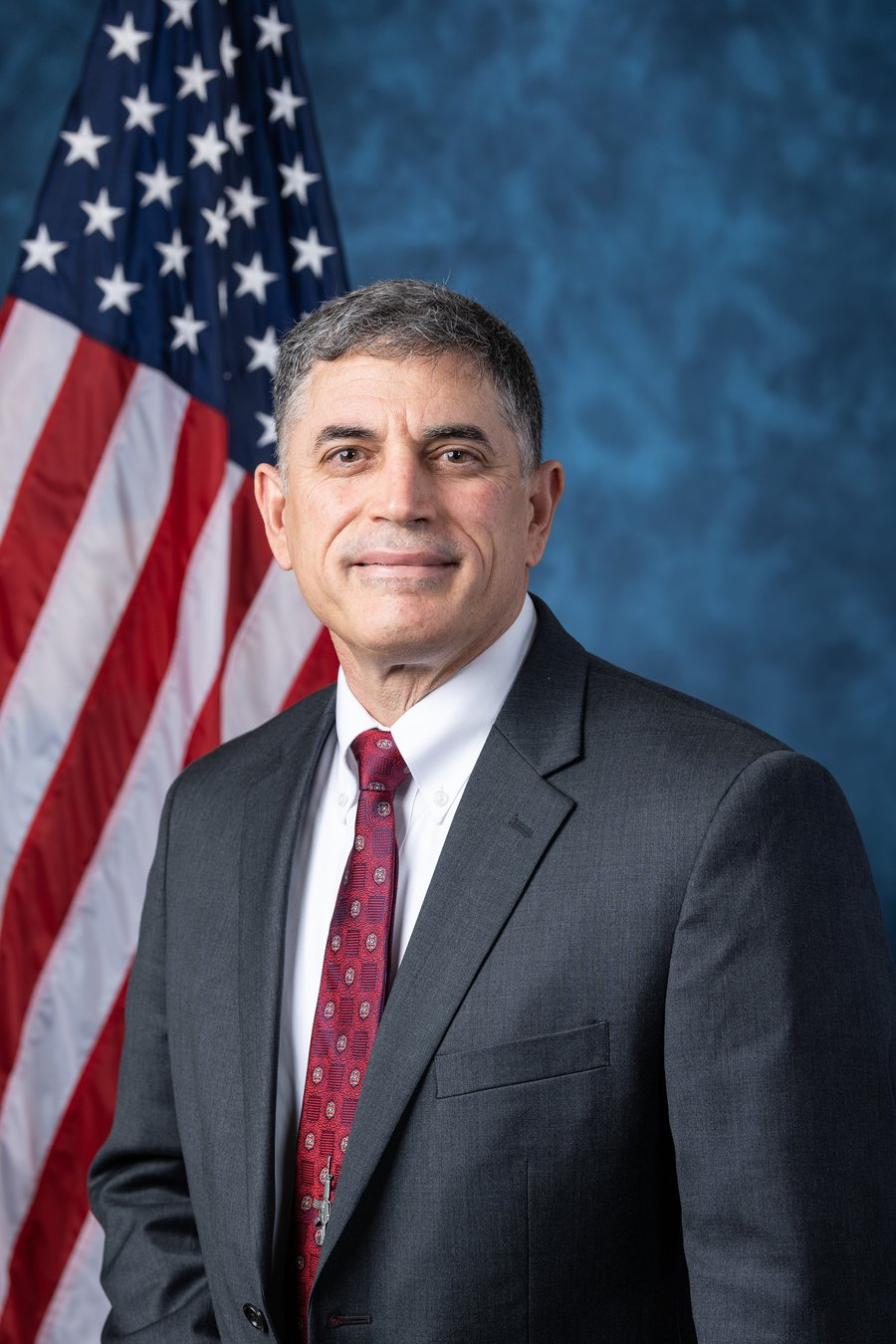
Andrew Clyde (2020)

Andrew Scott Clyde (* 22. November 1963 in Ontario, Kanada) ist ein US-amerikanischer Politiker der Republikanischen Partei. Seit Januar 2021 vertritt er den neunten Distrikt des Bundesstaats Georgia im US-Repräsentantenhaus.

## Werdegang
Andrew Clyde wurde in der kanadischen Provinz Ontario als Sohn US-amerikanischer Eltern geboren. Er wuchs in Indiana auf. Clyde besuchte die University of Notre Dame und im Anschluss das Bethel College in Mishawaka (Indiana) und schloss dort 1985 mit Auszeichnung ab. 1985 wurde er im Rahmen des Naval Reserve Officers Training Corps-Programms als Offizier in die United States Navy aufgenommen. Er diente 28 Jahre, davon elf im aktiven und 17 im Reserveverhältnis, sowohl in einer Marinefliegereinheit als auch bei den Seabees. Er nahm an drei Kampfeinsätzen im Irak und in Kuwait teil.
Clyde wurde 2013 mit dem Rang eines Commanders (Fregattenkapitän) aus der Reserve verabschiedet. Er ist mit der Defense Meritorious Service Medal, Meritorious Service Medal, einer Navy Achievement Medal und vier Navy Commendation Medals ausgezeichnet worden. Er entschied sich, sich in Athens, Georgia, niederzulassen, wo er 1994 an der Navy Supply Corps School unterrichtet hatte. Clyde erwarb 1999 einen Master of Business Administration in Corporate Finance und Entrepreneurship am University of Georgia Terry College of Business. Er wurde danach Unternehmer und eröffnete ein Waffengeschäft.

## Politik
Bei den Wahlen 2020 kündigte Clyde seine Kandidatur für das Repräsentantenhaus der Vereinigten Staaten für den 9. Kongresswahlbezirk von Georgia an, nachdem Doug Collins sich entschlossen hatte, nicht mehr zur Wiederwahl anzutreten, sondern für den Senat der Vereinigten Staaten zu kandidieren.Clyde belegte den zweiten Platz in der neunköpfigen Vorwahl – dem eigentlichen Wettbewerb in diesem stark republikanischen Bezirk – und trat in einer Stichwahl gegen den Staatsabgeordneten Matt Gurtler an. In der Stichwahl am 11. August besiegte er Gurtler, und gewann damit die republikanische Nominierung.
Bei den allgemeinen Wahlen im November 2020 besiegte Clyde den demokratischen Kandidaten und ehemaligen U.S. Army Warrant Officer Devin Pandy. Er trat sein Amt am 3. Januar 2021 an. Seine aktuelle Legislaturperiode im Repräsentantenhaus des 117. Kongresses läuft noch bis zum 3. Januar 2023.
Die Primary (Vorwahl) seiner Partei für die Wahlen 2022 am 24. Mai konnte er mit über 76 % klar gewinnen. Er gewann dann am 8. November 2022 72,4 % gegen Michael Ford von der Demokratischen Partei antreten. In der Vorwahl 2024 hatte Clyde keinen Herausforderer und gewann die Hauptwahl gegen die Demokratin Tambrei Cash MIT 69 %.

### Positionen
Während des Wahlkampfs 2020 verklagte er die Stadt Athens, nachdem Maßnahmen, die im Rahmen der COVID-19-Pandemie verhängt wurden, sein Geschäft zur Schließung zwangen.
Andrew Clyde war einer der Abgeordneten, die erklärten, sie würden gegen die formelle Stimmauszählung bei sechs Bundesstaaten für die Präsidentschaftswahl am 6. Januar 2021 stimmen. Er begründete es damit, dass schwerwiegende Behauptungen über Falschbehandlungen von Briefwahlstimmen in Georgia und anderen Bundesstaaten erhoben worden seien. Clyde stimmte im Amtsenthebungsverfahren gegen Donald Trump gegen das Verfahren. Er begründete es damit, dass es unfair sei Trump für den Sturm auf das Kapitol in Washington 2021 verantwortlich zu machen. Er stimmte auch zusammen mit elf anderen Abgeordneten gegen die Verleihung der Congressional Gold Medal an Polizeibeamte, die sich während des Angriffs auf das Capitol am 6. Januar 2021 ausgezeichnet hatten. Grund war, dass der Vorfall in der Beschlussvorlage als „Insurrection“ (Aufruhr) bezeichnet wurde. Bei einer Anhörung im Repräsentantenhaus am 12. Mai 2021 zu dem Sturm auf das Kapitol in Washington am 6. Januar 2020 behauptete Clyde, dass es eine große Lüge sei, dass es einen Aufruhr gegeben habe. Videos von den Vorfällen sähen eher nach Touristengruppen aus.
Nachdem im Februar 2021 beschlossen worden war Metalldetektoren am Eingang zum Plenarsaal aufzustellen, umging Andrew Clyde zweimal bewusst die Detektoren und wurde mit einem Bußgeld von $ 15.000 belegt. Er erklärte, dass er bewusst die Kontrollen verletzt habe, um gerichtlich dagegen vorgehen zu können. Er halte diese Kontrollen für verfassungswidrig. Er verletzte 2021 wie die KolleginMarjorie Taylor Greene wiederholt die wegen der COVID-19-Pandemie in den Vereinigten Staaten I’m Repräsentantenhaus geltende Maskentragepflicht. Clyde wurde bis Januar 2022 mindestens fünfundzwanzigmal für Verstöße gegen die Maskenpflicht mit einem Bußgeld belegt.
2025 strebte er Amtsenthebungsverfahren gegen Bundesrichter an, die gegen Trumps Maßnahmen in dessen zweiter Amtszeit entschieden hatten. Laut Clyde würden die Richter dem Volk schaden, das dafür gestimmt habe, dass Trump diese Maßnahmen ergreife.

### Ausschüsse
Er ist aktuell Mitglied in folgenden Ausschüssen des Repräsentantenhauses:
- Committee on Homeland Security
  - Border Security, Facilitation, and Operations
  - Cybersecurity, Infrastructure Protection, and Innovation
- Committee on Oversight and Reform
  - Economic and Consumer Policy
  - Government Operations